# Élection présidentielle ghanéenne de 1996
L'élection présidentielle ghanéenne de 1996 s'est tenue le 7 décembre 1996, en même temps que les élections législatives.